# Túnel de Hèlsinki–Tallinn

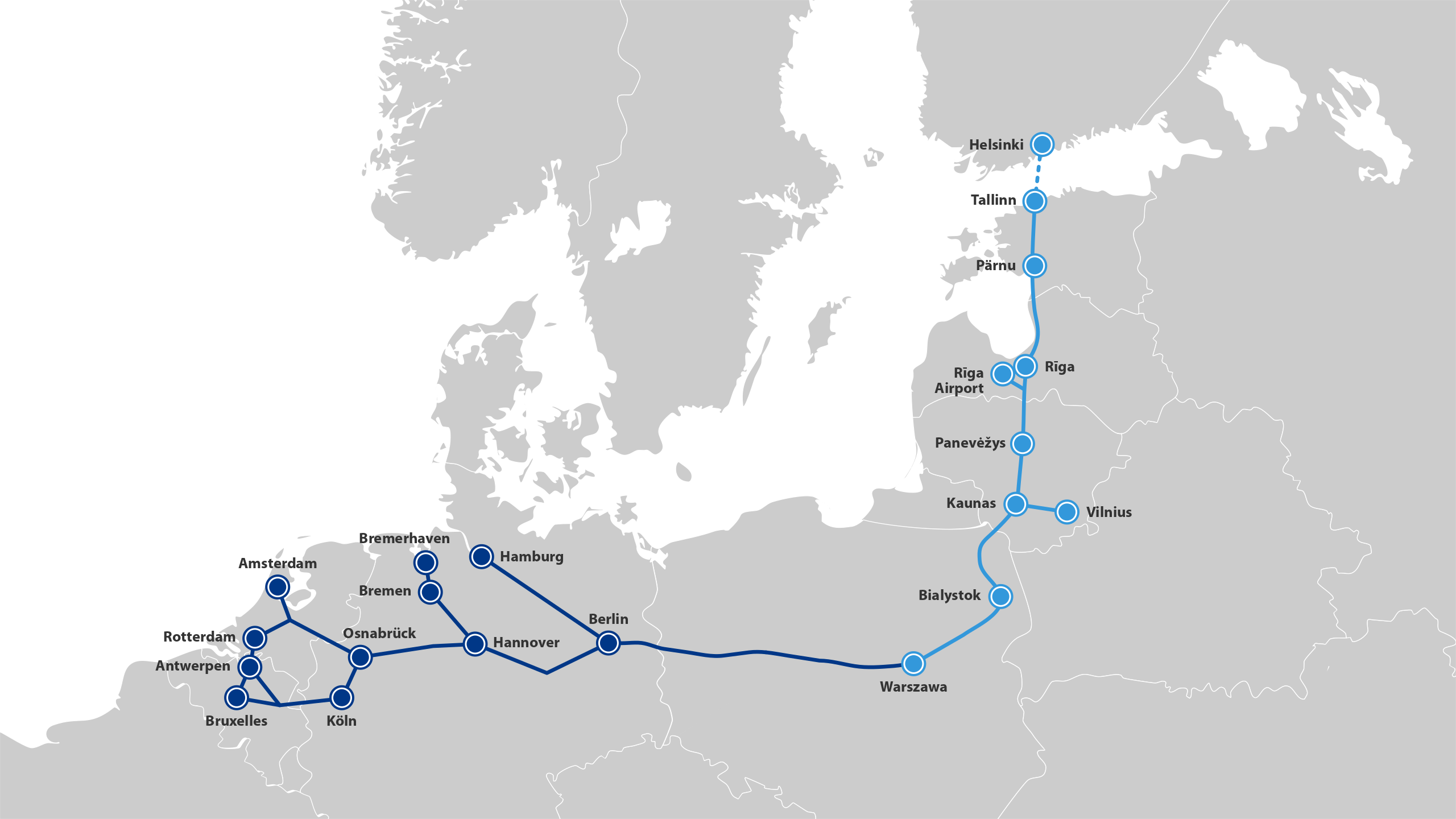
El túnel en el context del projecte Rail Baltica.

El Túnel de Hèlsinki a Tallinn, també anomenat el Túnel de Talsinki és un projecte de túnel submarí que travessaria el golf de Finlàndia i connectaria les capitals finlandesa i estoniana.Es tracta d'una regió comuna coneguda com a Talsinki. La longitud del túnel dependrà de la ruta escollida; la distància més curta tindria una longitud submarina de 50 km, cosa que el farian el túnel submarí més llarg del món (superant l'Eurotúnel i el túnel de Seikan, tot i que aquests són més llargs però tenen menys longitud submarina). Si es construeix, es calcula que el túnel tindrà un cost d'entre 0,9 i 1,3 bilions d'euros i la inauguració es calcula cap el 2030. La Unió Europea ja ha aprovat 3,1 milions d'euros per finançar els estudis de viabilitat.

## Estudis
- Usko Anttikoski. "Fixed transport connections across the Baltic from Finland to Sweden and Estonia. Preliminary feasibility assessment." Arxivat 2025-01-25 a Wayback Machine. 2007.
- "Emerald, Vision 2050" Greater Helsinki Vision 2050 – International Ideas Competition. 2007.
- Ilkka Vähäaho, Pekka Raudasmaa. "Feasibility Study, Helsinki–Tallinn, Railway Tunnel" Geotechnical Division of the Real Estate Department of the City Of Helsinki. 2008.
- Jaakko Blomberg, Gunnar Okk. "Opportunities for Cooperation between Estonia and Finland 2008" Prime Minister’s Office, Finland. 2008.